# 久居郵便局
久居郵便局（ひさいゆうびんきょく）は三重県津市にある郵便局。民営化前の分類では集配普通郵便局だったが、現在は集配機能が廃止されている。

## 概要
住所：〒514-1136 三重県津市久居東鷹跡町1-10
民営化直前の集配業務再編において、多くの集配普通郵便局は統括センターとなったが、当局は配達センターとされたため、民営化後も郵便事業株式会社の支店は併設されず、集配センターが併設された。その後、2009年（平成21年）には集配センターが廃止され、郵便局株式会社の単独店舗（2012年10月の日本郵便株式会社発足後は無集配郵便局）となった。

## 沿革
- 1872年5月11日（明治5年4月5日） - 度会県伊勢国一志郡久居旅篭町305番屋敷に[1]、久居郵便取扱所として開設[2]。
- 1874年（明治7年）7月 - 久居郵便役所となる。
- 1875年（明治8年）1月1日 - 久居郵便局（三等）となる[3]。
- 1876年（明治9年）4月 - 所在地の住所表記が三重県一志郡久居町大字旅篭町1344番地となる[1]。
- 1882年（明治15年）7月16日 - 為替・貯金取扱を開始。
- 1893年（明治26年）6月1日 - 小包郵便取扱を開始[4]。
- 1897年（明治30年）2月21日 - 久居郵便電信局となる[5]。
- 1903年（明治36年）4月1日 - 通信官署官制の施行に伴い久居郵便局となる。
- 1908年（明治41年）11月11日 - 電話通話事務を開始[6]。
- 1910年（明治43年）3月6日 - 電話交換業務を開始[7]。
- 1963年（昭和38年）10月26日 - 電話交換および和文電報配達事務を、津電話局久居分室に移管[8][1][9][10][11][12]。
- 1965年（昭和40年）2月16日 - 特定郵便局から普通郵便局に局種別改定[13]。
- 1969年（昭和44年）12月1日 - 一志郡久居町大字東鷹跡町1の1の久居警察署跡地に鉄筋コンクリート造2階建ての局舎を新築し移転、業務開始[14]。完成式は同年11月26日に挙行[15][16]。
- 2000年（平成12年）8月14日 - 外国通貨の両替および旅行小切手の売買に関する業務取扱を開始。
- 2007年（平成19年）10月1日 - 民営化に伴い、併設された郵便事業津支店久居集配センターに一部業務を移管。
- 2009年（平成21年）9月24日 - 久居集配センターを廃止。同センターの取扱業務は郵便事業津支店に承継された。
- 2012年（平成24年）10月1日 - 日本郵便株式会社発足。

## 取扱内容
- 郵便、印紙、ゆうパック、内容証明
- 貯金、為替、振替、振込、国際送金、国債、投資信託
- 生命保険、バイク自賠責保険、自動車保険
- ゆうちょ銀行ATM

## 周辺
- 津市役所久居総合支所
- 久居ふるさと文学館
- 三重県立久居農林高等学校
- 陸上自衛隊久居駐屯地
- 国道165号

## アクセス
- 近鉄名古屋線 久居駅から南西へ約900m（徒歩約10分）
- 三重交通バス 本町二丁目停留所下車
- 伊勢自動車道 久居ICから南東へ約1.5km
- 駐車場あり：11台